# Semiothisa diarmodia
Semiothisa diarmodia är en fjärilsart som beskrevs av Louis Beethoven Prout 1925. Semiothisa diarmodia ingår i släktet Semiothisa och familjen mätare. Inga underarter finns listade i Catalogue of Life.